# Mansión de Sēja
La Mansión de Sēja (en letón: Sējas muiža; en alemán: Zögenhof) es una casa señorial de caballero en el municipio de Saulkrasti en la región de Vidzeme de Letonia. Anteriormente se situaba en el Kreis de Riga en la Gobernación de Livonia.

## Historia

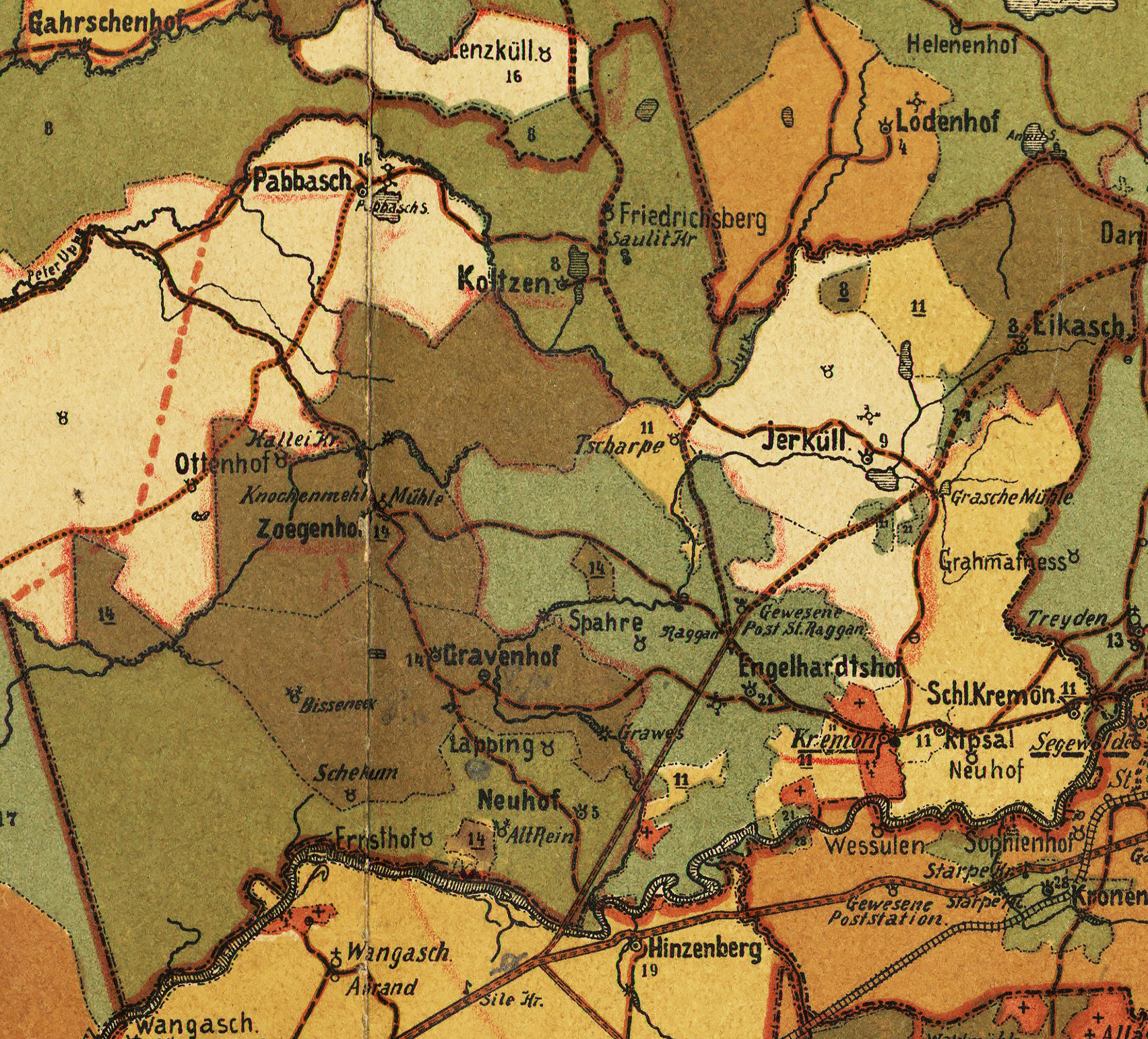
Terrenos de la Mansión de Sēja (Gut Zögenhof) marcados con el número 14 en el mapa de 1905.

En 1567 la mansión fue adquirida por Johan Seyge (Zöge). El nombre letón de la mansión de Sēja proviene del apellido de su arrendador.  La actual mansión en ruinas fue construida primero en 1766. Desde 1751 hasta la reforma agraria letona de 1920 la mansión perteneció a la familia nombre Dunten, que estaba relacionada con la famosa familia Münchhausen. Hieronymus Carl Friedrich von Münchhausen pasó varios años en Livonia y en 1744 se casó con Jacobine von Dunten, hija del barón von Dunten. En 1883-1885 la mansión fue reconstruida, sofisticada decoración neogótica fue añadida a la modesta mansión.
Después de la confiscación por el estado de Letonia de la mansión de manos de la familia Dunten la propiedad fue dividida en parcelas más pequeñas y en la mansión fue fundado un club. Durante la Letonia soviética entre 1963 y 1968, la mansión hospedó un club de granjas colectivas "Komunārs" y también operó una biblioteca. Actualmente el edificio se halla severamente deteriorado y en estado de ruina.
Junto a la mansión principal la propiedad también tiene un granero y una torre de agua.

## Arqueología
Artefactos de la antigua cultura cista se han hallado en los terrenos de la mansión de Sēja.